# Avan Jogia
Avan Tudor Jogia est un acteur britannico-canadien né le 9 février 1992 à Vancouver, en Colombie-Britannique.

## Biographie
Né au Canada en 1992, Avan Jogia est le fils cadet de Michael « Mike » Jogia, agent immobilier indo-britannique, et Wendy Jogia, une canadienne d'ascendance allemande et anglaise. Il a un frère aîné, Ketan Jogia (né le 12 juillet 1990), qui est producteur de musique à Londres. Il parle couramment l'anglais, le gujarati et le français.
Il fréquente plusieurs écoles dans sa ville natale avant d'abandonner les études à l'âge de 16 ans pour commencer une carrière d'acteur.
Il est notamment connu pour son rôle de Beck Oliver dans la série Victorious. Il prend le même rôle dans iCarly.
À partir de 2013, Avan Jogia interprète le rôle de Danny Desai dans la série télévisée Twisted. Il joue l'un des premiers rôles aux côtés de Kylie Bunbury et Maddie Hasson.
En 2015, il interprétera le rôle de Toutânkhamon pour la mini-série Tut diffusée pendant l'été aux États-Unis sur la chaîne Spike TV.
En 2010, il a eu une brève liaison avec Miley Cyrus. Il a ensuite été en couple avec Zoey Deutch de 2011 à 2016. De 2017 à 2021, il est en couple avec Cleopatra Coleman. En 2023, il officialise son couple avec la chanteuse Halsey.
Fin 2022, il fait son coming-out non-binaire sur le réseau social TikTok, annonçant que ses pronoms sont il/iel.

## Filmographie

### Cinéma
- 2010 : Triple Dog : Lemur
- 2011 : Finding Hope Now : Santos Delgado
- 2015 : Shangri-La Suite d'Eddie O'Keefe
- 2015 : Ten Thousand Saints de Shari Springer Berman et Robert Pulcini : Teddy
- 2015 : Michael de Justin Kelly
- 2016 : The Drowning : Daniel Miller
- 2017 : Les Parias (The Outcasts) de Peter Hutchings : Dave
- 2018 : The Year of Spectacular Men de Lea Thompson : Sebastian Bennett
- 2019 : Shaft de Tim Story
- 2019 : Retour à Zombieland (Zombieland: Double Tap) de Ruben Fleischer : Berkeley
- 2021 : Resident Evil : Bienvenue à Raccoon City (Resident Evil: Welcome to Raccoon City) de Johannes Roberts :  Leon S. Kennedy
- 2021 : The Exchange
- 2023 Netflix : "L'amour au choix

### Télévision
- 2006 : A Girl Like Me : L'Histoire vraie de Gwen Araujo (A Girl like Me: The Gwen Araujo Story) (Téléfilm) : Danny Araujo
- 2007 : Devil's Diary (Téléfilm) : Un adolescent, Boulbaba Soula  #1
- 2007 : Aliens in America (série télévisée) : Sam
- 2008 : Gym Teacher : The Movie (Téléfilm) : Champ
- 2009 : Spectacular! (Téléfilm) : Tajid
- 2009 - 2010 : Caprica (série télévisée) : Ben Stark
- 2010 - 2013 : Victorious (série télévisée) : Beck Oliver
- 2011 : iCarly (série télévisée) : Beck Oliver
- 2012 : Le Rêve du chanteur masqué (Rags) (Téléfilm) : Finn
- 2013 : Twisted (série télévisée) : Danny Desai
- 2015 : Tut (Mini-série) : Toutânkhamon
- 2017 : Ghost Wars (série télévisée) : Roman Mercer
- 2019 : Now Apocalypse (série télévisée) : Ulysse Zane

## Voix francophones
En France, Avan Jogia est doublé par plusieurs comédiens. Nathanel Alimi et Julien Allouf lui ont prêté leurs voix à trois reprises chacun, tout comme Alexis Gilot à deux occasions. 